# Yvan Muller

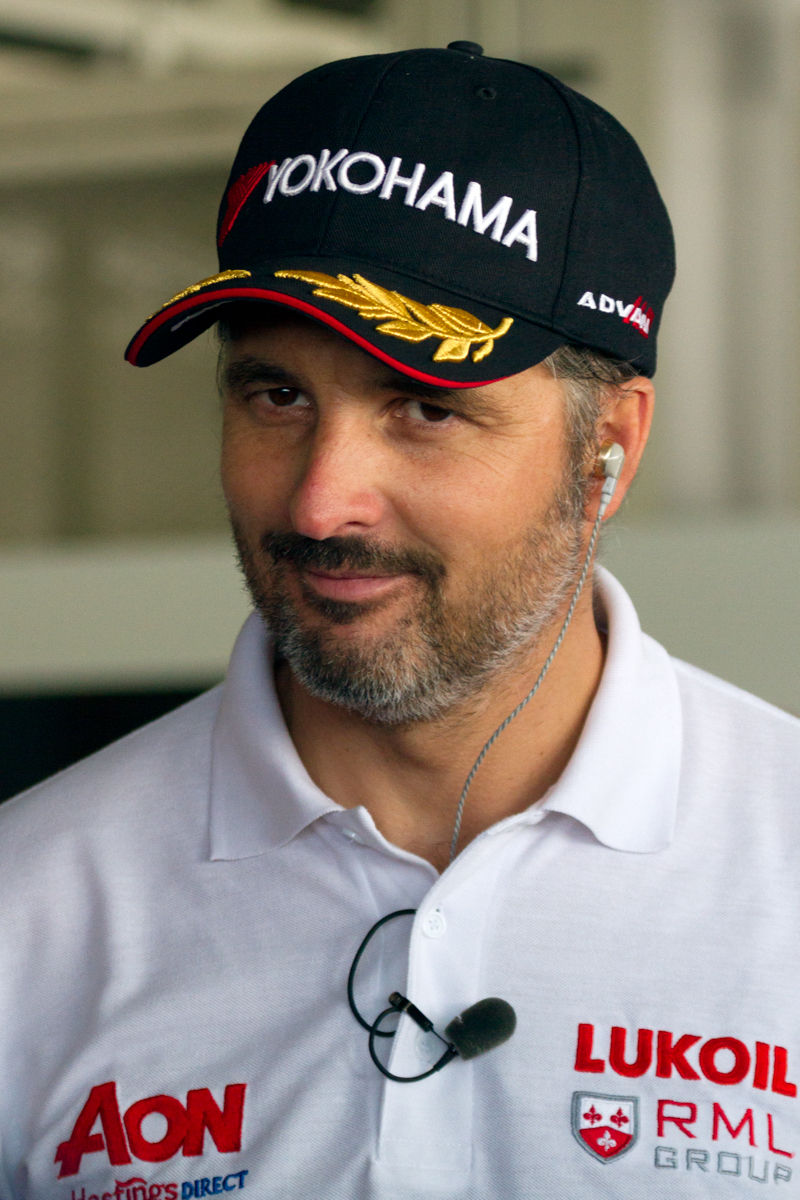
Yvan Muller in 2013

Yvan Muller (Altkirch, 16 augustus 1969) is een Franse autocoureur. Hij is vooral bekend om zijn succes in het World Touring Car Championship (WTCC), maar ook als ijsracer. Zijn zus Cathy racete eveneens: Formule 3000 in de jaren 80.

## Carrière

### Single-seaters
Na deelname in de Franse Formula Renault en het Frans Formule 3 won hij het Brits Formule 2-kampioenschap in 1992. In 1993 nam hij deel aan de FIA Formule 3000.

### Toerwagens
Muller won het Frans toerwagenkampioenschap in 1995. En na uitstapjes in het Duitse en Italiaanse kampioenschap stapte Muller over naar het BTCC, het Brits toerwagenkampioenschap dat op dat moment het hoogst aangeschreven kampioenschap was binnen de toerwagenracerij. Hierin werd hij vier keer vicekampioen en hij won het kampioenschap in 2003.

#### WTCC

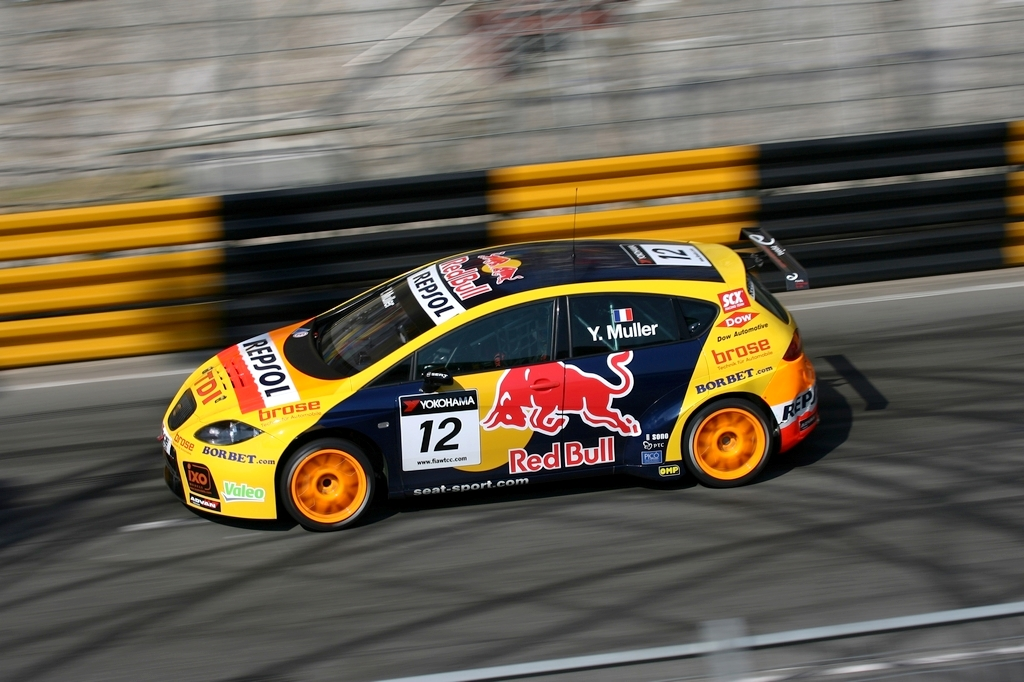
Yvan Muller met zijn Seat in Macau in 2008

In 2006 stapte Muller over naar het in 2005 opgerichte wereldkampioenschap Toerwagens WTCC; hij reed hierin voor het merk SEAT. Muller werd vierde overall in zijn eerste seizoen. In 2007 werd hij tweede en in 2008 won Muller het FIA-wereldkampioenschap. In 2009 was het spannend tot aan de laatste race maar verloor hij de titel uiteindelijk aan teamgenoot Gabrielle Tarquini en werd zelf tweede. Vanaf 2010 zou Muller uitkomen voor het merk Chevrolet om oud-Formule 1-coureur Nicola Larini te vervangen.

### Overige klassen
Muller is vooral bekend om zijn prestaties in de toerwagens, maar hij rijdt ook in andere categorieën. 
Zo won hij het Andros Trophy Ice Racing-kampioenschap 10 keer (record), met 46 overwinningen (eveneens een record). Deze klasse is vooral bekend geworden doordat viervoudig Formule 1-wereldkampioen Alain Prost bij deze klasse instapte nadat hij zijn Formule 1-loopbaan had beëindigd.
Voorts heeft Muller meegedaan aan de 24 uur van Le Mans in 1993 en 1996, maar hij wist beide keren niet te finishen.
In 2007 en 2009 nam hij deel aan de Rally van Dakar en in 2007 vertegenwoordigde hij Frankrijk, samen met Sébastien Bourdais, in de Race of Champions.